# いわかぜキャピタル
いわかぜキャピタル株式会社（英語表記:Iwakaze Capital Inc.）とはプライベート・エクイティ・ファンドの運用を主な事業内容とする日本の企業である。
友好的なバイアウト投資を基本とする。

## 概要・沿革
2008年2月：RHJインターナショナル・ジャパン(旧：リップルウッド)で代表取締役社長を務めていた植田兼司が独立し、設立。社名は昭和30年代の大相撲力士・岩風角太郎にちなむ。
2008年8月：プライベート・エクイティ・ファンドを開始。
2008年9月：第1号投資案件として、GDH（現：ゴンゾ）へ約19億円(平成20年9月に10億円、平成20年12月に9億円)の増資を行うことを発表。30日付で、約10億円の増資を実施。

## 主な投資案件

### いわかぜ1号投資事業有限責任組合
- GDH（現：ゴンゾ）・・・アニメーション制作

## 関連人物
- 植田兼司（いわかぜキャピタル 代表取締役社長）
- 柄澤哲夫（ゴンゾ 執行役員社長兼CEO）
- 石川真一郎（ゴンゾ 代表取締役副社長）